# Julius Victor Gerold
Julius Victor Gerold (* 1808 in Waldenburg (Sachsen); † 9. August 1876 in Rethen (Leine) bei Hannover) war ein deutscher Komponist, Arrangeur, Dirigent und Armee-Musik-Direktor.

## Vita
Julius Gerold wurde 1808 als Sohn eines Stadtmusikus in Waldenburg in Sachsen geboren und erhielt seine musikalische Ausbildung wahrscheinlich von seinem Vater. 1830 trat er als Stabshornist beim Garde-Jäger-Regiment in hannoversche Dienste, wo er bald als Virtuose auf seinem Klappenhorn galt. 1833 wurde er bereits Direktor dieses Hornistencorps. Gerold war als einfallsreicher Komponist und hervorragender Arrangeur sehr beliebt und galt als zuverlässiger Militärmusiker, der von hohen Persönlichkeiten anerkennend geschätzt wurde.
1846 wurde Gerold dann Armee-Musik-Director der Königlichen Garde du Corps. Damit war er besonders für die Qualität der in der Residenzstadt Hannover stationierten Musikcorps zuständig. Diese blieben zwar unter ihren jeweiligen Leitern selbstständig, jedoch hatte Gerold die Gesamtleitung bei Großkonzerten (Monstre-Konzerte) und bei besonderen Anlässen. Diese Konzerte waren von besonderer Bedeutung und vielbeachtet. Sie fanden im Sommer im Ehrenhof des Herrenhäuser Schlosses, ansonsten im Wangenheim-Palais, der Stadtresidenz des Königs Georg V., unter der Mitwirkung von bis zu 120 Musikern statt. Unter anderem für diese Aufführungen arrangierte Gerold unzählige Werke, von denen 1.253 autographe Partituren noch heute in der Niedersächsischen Landesbibliothek in Hannover vorhanden sind.
Das wohl größte von Julius Gerold geleitete Monstrekonzert fand am 19. September 1858 anlässlich der „Truppen-Concentrierung“ des 10. Bundes-Armee-Corps in der Nähe der Marienburg statt. An diesem Konzert waren insgesamt 847 Musiker aus 40 Musikcorps beteiligt, aufgeteilt in 184 Trompeter, 134 Klarinettisten, 121 Tubisten, 59 Posaunisten und 300 Trommler und Pfeifer. Zu diesem Spektakel kamen zusätzlich zu den anwesenden Militärs noch weit über 20.000 Zuhörer. Doch die Erwartung auf einen bombastischen Musikgenuss erfüllte sich nicht, da der Klang im Freien zu sehr verhallte, obwohl sich Gerold bemühte, die Masse der Musiker durch sorgfältiges und präzises Dirigat zusammenzuhalten.
Gerold war bei diesem Konzert jedoch nicht nur für das Dirigat zuständig. Er musste sowohl die Auswahl der Stücke treffen, als auch diese für das Konzert zu arrangieren. Zusätzlich musste er die Noten allen Beteiligten zukommen lassen und für die sorgfältige Einstudierung der Werke Sorge zu tragen.
Gerolds große Stärke lag aber im Besonderen im Arrangieren verschiedener Stücke für Blasmusikbesetzungen. Viele Bearbeitungen von Opernwerken, Sinfonien und Oratorien sind erhalten. Besondere Beachtung verdient allerdings seine große Anzahl der Bearbeitungen von Werken Richard Wagners, die er bemerkenswerterweise immer schon mehrere Jahre vor der Uraufführung der Oper in Hannover mit seinen Musikcorps spielte. Aber auch Werke von Händel, Bach, Mozart, Beethoven, Schubert, Mendelssohn und Liszt wurden in großer Zahl von Gerold arrangiert.
Nach der Annexion Hannovers durch Preußen im Jahr 1866 wurde die Königlich Hannoversche Armee aufgelöst, und mit ihr auch die Musikcorps, womit die hannoversche Militärmusik mit ihrer instrumentalen Eigenart zusammenbrach. Die Instrumente und Noten mussten abgegeben werden. Gerold rettete seine sauber niedergeschriebenen Musikstücke, indem er sie nach Dresden verlagerte. Kurz vor seinem Tode besuchte er noch einmal zusammen mit seiner Tochter den von ihm hochverehrten Exkönig Georg im Exil in Gmunden in Österreich. Dort vermachte er seinem ehemaligen Gebieter seinen gesamten Musikalienbestand, für den Georg nach dessen Tod „für spätere glücklichere Tage“ eine angemessene Aufbewahrung veranlasste. Dafür wurden spezielle Behälter angefertigt, in denen sie noch heute gelagert werden. Der Nachlass wurde 1979 durch Vermittlung von Prof. Heinrich Sievers an die Gottfried Wilhelm Leibniz Bibliothek – Niedersächsische Landesbibliothek in Hannover übergeben.

## Werke

### Werke für Blasorchester (Auszug)
- Vestalin-Marsch (nach Motiven der Oper „Vestalin“ von Gaspare Spontini) (HM III A, 57) [1835]
- Matrosenlied aus „Der fliegende Holländer“ von Richard Wagner. (1843)
- Ouvertüre zu Tannhäuser von Richard Wagner. (1855)
- Finale aus Lohengrin von Richard Wagner. (1859)
- Einleitung und Szene des 2. Aktes aus „Tristan und Isolde“ von Richard Wagner. (1860)
- Georgs-Marsch, später als Marsch des 4. Hannoverschen Infanterie-Regiments unter Nr. II, 230 in die Sammlung der Preußischen Armeemärsche aufgenommen. (1862)
- Introduktion und Brautlied aus Lohengrin von Richard Wagner. (1864)
- Opernbearbeitungen von Nabucco, Rigoletto, La Traviata u. a. von Giuseppe Verdi.
- Oratorienbearbeitungen von Messias, Salomon u. a. von Georg Friedrich Händel.
- Präludium und Fuge B-A-C-H von Johann Sebastian Bach. (1864)
- Ouvertüren zu Don Juan und Die Zauberflöte von Wolfgang Amadeus Mozart.
- vier Sinfonien, u. a. Sinfonie in C-Dur („Jupiter“), von Wolfgang Amadeus Mozart.
- Ouvertüren zu Egmont, Fidelio und Leonore von Ludwig van Beethoven.
- Der Erlkönig von Franz Schubert.
- Hochzeitsmarsch aus Ein Sommernachtstraum von Felix Mendelssohn Bartholdy.
- Insgesamt 1.253 autographe Partituren erhalten.